# Ramón Castañer Segura
Ramón Castañer Segura (Alcoi, 1929 - Madrid, 30 de desembre de 2011) fou un pintor valencià. Durant més de 30 anys va viure a Madrid, lligat a Alcoi i esta regió, en la seua pintura destaca la llum pròpia dels pintors mediterranis. En 1948 va ingressar en l'Escola Superior de Belles Arts de Sant Carles de València on en 1953 va obtindre el títol de Professor de Dibuix i Llicenciat en Pintura.
Ramón Castañer és el pintor dels murals dels temples d'Alcoi i de les escenes dramàtiques del ‘Petrolio’, conegut així l'esdeveniment que va alçar en peu de guerra als obrers alcoians en 1873, amb caràcter de revolució anarquista. Llenços que hui es troben a l'Ajuntament alcoià. Membre de l'Institut Alcoià de Cultura Andreu Sempere, Catedràtic de Dibuix, Soci d'Honor del Centre Espanyol de Bielefeld (Alemanya), Majoral d'Honor de l'Associació de Sant Jordi d'Alcoi, Insígnia d'Or del Cercle Industrial d'Alcoi, Fill Adoptiu d'Agres i Abencerraje d'Honor.
Per unanimitat de tots els grups municipals s'ha acordat concedir a Ramón Castañer la Medalla d'Or d'Alcoi. L'acte oficial se celebrà l'última setmana de juliol de l'any 2008.

## Obra
Amb el pas dels anys, Ramón Castañer, en la seua pintura ha experimentat molts canvis, busques, evolució i en definitiva, maduració. Va viure algun temps a París la influència de la qual no va ser digerida immediatament. Hauria de passar per una sèrie de tantejos, regressions per a convertir-se a l'abstracte més avançat. A partir d'esta fórmula, Castañer s'inicia en la pintura automàtica, defugint les facilitats que el figurativisme li oferia.
Més tard el pintor s'aventura en una nova experiència. Amb la "Nova Figuració" aporta una nova matèria, una nova textura, a la que unix els problemes de composició en grans espais. En la seua obra, "La Mina" resumix aquest mode d'expressió (Primer Premi en el IX Saló de Tardor de l'Ateneu de València). L'esperit realista i amant de com porta de concret el gran dibuixant Castañer, tornaria la mirada cap a la minuciositat dels objectes i de la naturalesa. El seu realisme és càlid, i està carregat d'una poesia que embolica a l'espectador. És pintor d'objectes quotidians, objectes antics, utensilis rurals, herbes medicinals... En esta línia el pintor ha trobat el seu punt definitiu.

### Murals
Des de ben prompte destaca com a muralista, sent el seu primer treball d'estes característiques el mural de Sant Pancraç en l'Església de Maria Auxiliadora dels Pares Salesians d'Alcoi de 58 m² (1954). Castañer, en les seues memòries, el considera una obra de joventut. Tanmateix, les solucions tècniques de la composició del mural en un espai corb i el suggestiu de l'escena del cadàver de Sant Pancraç apunten ja a les possibilitats del pintor com a muralista. L'escena està dividida en tres espais: En la part de l'evangeli, el baptisme del Sant pel papa Sant Marcel·lí. En l'epístola, l'enterrament del Sant i, en el casquet esfèric, la glorificació del màrtir romà. "El que més li ha preocupat sempre a l'hora de pintar les figures sobre les voltes de les esglésies és que eixes cúpules no són planes i cal evitar que les figures "caiguen", amb les seues paraules, tenint en compte la curvatura de l'espai i buscant la millor situació des de totes les vistes possibles de l'espectador en el sòl".

Mural de Sant Pancraç de Roma (1955)

A esta obra li seguirien els murals de la parròquia de Santa Maria d'Alcoi, amb 128 m² pintats en total (1957), obra proposada per l'arquitecte alcoià Roque Monllor per al nou temple construït en finalitzar la guerra civil, este conjunt el compondrà Castañer amb un Naixement de la Mare de Déu, La Presentació, L'Anunciació, La Visitació, Naixement de Crist, Assumpció de Maria i dos àngels turiferaris. Una obra de grans dimensions sobre temes marians, no falta de polèmica per l'atreviment estètic per a la societat de l'època i que tan poc tenia a veure amb l'estètica dels Oliet, Mélida y Alinari, Laporta o Cabrera del temple anterior als ulls dels profans. D'esta època és també un Crist Crucificat de grans dimensions que es troba en l'EPSA d'Alcoi, no es tracta de l'obra original (que es troba a Agres), ja que està no va passar la censura eclesiàstica.
El 1961, pinta el mural en l'Església del Salvador de Cocentaina, de 82 m² el Sant Sopar il·luminat per àngels i realitza les catorze estacions d'un Viacrucis que es conserva en la capella de la residència El Teix d'Alcoi, oli sobre taula. 1965, València. Església del Crist de la Llum, dos llenços, La Vinguda de l'Esperit Sant (5.00 x 2.00 m) i El Crist de la Llum (3.00 x 2.00 m) i 1967, València, mural Mare de Déu de Fàtima (43 m²), en l'Església Mare de Déu de Fàtima. Aquesta última realitzada sobre mur.
Però és en 1988 quan Castañer pinta la capella de Sant Joan Bosco, mural de 200 m², en el Santuari de María Auxiliadora d'Alcoi amb motiu del primer centenari de la mort de Sant Joan Bosco, on queda patent els seus extraordinaris dots per a resoldre els més difícils problemes de perspectiva il·lusionista, harmonia de ritmes i volums.
Remata l'escena l'Esperit Sant al mig d'una espiral d'Arquimedes, embolicada per àngels mig nus masculins i femenins. Pel costat de l'evangeli, tradicionals activitats salesianes a Alcoi. La processó de Maria Auxiliadora de 24 de maig, l'equip de futbol "Atlético Salesiano", posant per a un fotògraf dels anys 40 i un gran teló amb els emblemes del grup de teatre salesià. En l'epístola un retrat d'en Bosco i l'escenificació d'un somni d'en Bosco, una barca plena de xiquets (ànimes) i Domingo Savio entre núvols. Per acabar la mort del sant, de cos present, custodiat per tres àngels que es porten la seua ànima, i una gran tela que representa l'escala de Jacob. En el procés de realització d'este mural va comptar amb l'ajuda de Juan Rufino Sanjosé en la pintura dels grans espais, un collage que es troba en la càmera del fotògraf o en la realització del vitrall que separa els costats de l'evangeli i de l'epístola.
Durant la realització d'este mural Castañer va patir un atac al cor.
És l'any 1993 quan Castañer realitza el Mural de la Festa en l'altar de Sant Jordi del Santuari de Maria Auxiliadora d'Alcoi. El mural és un cant a la festa georgina d'Alcoi. En ell apareixen els festers, moros i cristians, la relíquia del Sant, àngels i banderins en una explosió de color, tal qual és la festa alcoiana, i nimbant la figura central de la claraboia, Sant Jordi. Esta pintura resulta més estructurada que l'anterior.
En el lateral esquerre, una carrossa i personatges amb vestits antics de festes. En la part central festers a peu i a cavall, darrere d'estos, La Relíquia de la qual ixen coloms en vol cap al cel, els portadors, els heralds i a un costat i a l'altre, dos carrosses, la del capità cristià i la del moro. En la part superior a l'esquerra uns àngels amb la creu de Sant Jordi en el pit sostenen l'escut d'Alcoi. En la part zenital el cavall i Sant Jordi vistos des de baix. A la dreta una biga i una tela amb els emblemes de l'Associació de Sant Jordi que deixà veure baix d'ella a l'alferes cristià el dia de l'alardo i el castell de festes.
En este cas Castañer va comptar amb la col·laboració de Juan Rufino, Francisco Aznar i Francisco Picó. Com a dada curiosa i una cosa habitual en Castañer, en este mural ens trobem amb 43 retrats de personatges alcoians. L'abenserraig a lloms d'un camell, és el mateix autor. Tant en el mural de Sant Jordi com el de Sant Joan Bosco l'autor per a omplir espais, còpia les ombres que les bastides utilitzades durant la seua realització reflectien en les parets de les cúpules.

### Retrats

Retrat de Pepa (1957), dona del pintor

"Sempre que he pintat un retrat, el que m'atreia era la plasmació de la figura humana partint del paregut físic cap al contingut espiritual. Per a mi, el retrat mai ha sigut un artifici de la persona retratada. Preferia les robes senzilles, sense cerfulls ni granadura. Procurava conversar amb el model per a conéixer-lo i poder plasmar el seu caràcter, la seua senzillesa o fortalesa, les seues energies, bé positives o negatives.
També m'ha agradat incorporar en els meus grans murals, retrats d'amics i familiars, com a símbol d'afecte i amistat.
Se'm va ocórrer buscar dades, dates i noms de les persones que vaig retratar durant la meua vida de pintor. I em vaig quedar sorprés davant de la quantitat d'obra realitzada. Jo mai m'he considerat un pintor retratista a l'estil de Ricardo Macarrón, Enrique Segura o Revello de Toro. He tractat d'enumerar els retrats per dates, mesura dels llenços i les ciutats on els vaig pintar, i he inclòs els realitzats també en els murals."
En total el nombre de retrats realitzats durant la seua carrera ha sobrepassat els 150.

### Altres
- L'any 1958 es va representar a Alcoi l'Acte Sacramental "El pleito matrimonial entre el cuerpo y el alma" de Calderón de la Barca al Teatre Calderón. Amb direcció de Juan Rufino Sanjosé i escenografia i figurins de Ramón Castañer.
- L'any 1960 el Museu de Belles Arts de Santander adquirís l'obra "El Ángel Presentido"
- Il·lustra nombrosos contes en l'Editorial Marfil d'Alcoi.
- Realitza els decorats i el vestuari per a la sèrie de Fernando García de la Vega "Antología de la Zarzuela" en Televisió Espanyola.
- Ramón Castañer ha dissenyat les Medalles Commemoratives dels Centenaris de les Agustines Descalces, de la creu Roja i de la Unió Alcoiana d'Alcoi.
- 1997 Pinta la sèrie de "El Petrolio", commemorant el 125 aniversari dels successos revolucionaris de 1873 a Alcoi. "L'arrastrà de Pelletes" i "La Barricada".
- 2001 Pinta el quadro del Pastor "Gaspar", donat per Castañer al poble d'Agres.
- 2005 Donació al Club Taurí d'Alcoi d'una "Tauromàquia" composta per 12 aiguatintes.
- Diversos poetes han dedicat poemes a Ramón Castañer: Matilde Llòria, Mariano de Córdoba, Adrián Espí, Adrián Miró, Joan Valls i Jordà, Guillermo Garcimartín, Miguel Miñambres, Amparo Guerrero

## Castañer i La Festa
- Ja l'any 1953 la portada de la revista Alcoy de l'associació de Sant Jordi és de Castañer, cosa que es repetix els anys 1957 i 1992.
- Castañer és el responsable del cartell anunciador de les festes de Moros i Cristians d'Alcoi de l'any 1974.
- Per altra banda la col·laboració amb la revista de l'associació de Sant Jordi ha sigut pràcticament contínua des de l'any 1950, col·laboració que s'estén amb diverses il·lustracions en la revista de la Festa de Moros i Cristians d'Ibi des de l'any 1994. En aquest context realitza "Mare de Déu dels Desemparats", "Mater Desertorum" i "Soc d'Ibi", tres versions sobre la nostra Senyora dels Desemparats, patrona d'Ibi.
- L'artista és membre de la filà Abencerrajes, el disseny d'en Rafael Peidro Peidro és l'utilitzat encara en l'actualitat, excepte per unes xicotetes modificacions realitzades per Ramón Castañer. Com ja hem dit abans, Castañer és Abencerraje d'Honor. Inclús el músic Eduardo Terol Nadal li ha dedicat un pasdoble "Ramón Castañer (l'Emprenyador)".

## Premis
- 1951 Tercera Medalla Exposició Universitària (SEU) a l'obra "Retrato". Seleccionat per a la primera Exposició Biennal Hispanoamericana – Madrid.
- 1953 Primer premi: Portades de l'Associació de Sant Jordi d'Alcoi.
- 1955 Primera Medalla Provincial de la Diputació d'Alacant a l'obra "La Hora Gris".
- 1963 Primera Medalla del IX Saló de Tardor de l'Ateneu Mercantil de València a l'obra "La Mina".

## Exposicions
- 1951 Cercle Industrial Alcoi
- 1953 Galeria Grífé & Skoda - Barcelona. Sala Decoradora - Alacant.
- 1956 Sala Muñoz – València. Sala Hipocampo – Palma.
- 1957 "25 Retrats" Cercle Industrial – Alcoi.
- 1958 Galería Raymond Duncan – París
- 1959 La Pinacoteca – Barcelona.
- 1960 Galería Sur – Santander.
- 1961 Exposició col·lectiva Seis pintores valencianos Galeria Martínez Medina - València.[8]
- 1963 Art Abstracte. Galeria Estil – València.[9]
- 1964 Sala d'Art de la Caja de Ahorros del Sudeste de España – Alacant.
- 1965 Galeria Estil – València.
- 1966 Galeria Estil – València.
- 1967 Cercle Industrial Alcoi. Galería Jacobo – Valladolid.
- 1968 Galeria Guillermo – Gandia
- 1969 Peña Madridista – Elx. Galeria San Vicente – València. Almassora
- 1970 Sales d'Informació i Turisme – Santander.
- 1971 Galeria San Vicente – València.
- 1972 Galería Heller – Madrid.
- 1974 Galeria d'Art Capitol – Alcoi.
- 1976 Ateneo de Madrid. Galeria Estil – València.
- 1977 Galeria Mayte Muñoz – Barcelona.
- 1978 Galeria Capitol – Alcoi.
- 1980 Galería de Arte 16 – Madrid.
- 1982 Galeria d'Art Zeta – València.
- 1987 Exposició Antològica "40 anys de Pintura" en la CAM d'Alcoi.
- 1999 Exposició sobre temes d'Ibi en l'Ermita de Sant Vicent.
- 2001 Centre Cultural d'Alcoi "L'arrastrà de Pelletes" i "La Barricada" amb 28 esborranys.
- 2003 Exposició a Ibi "La Festa i Ramón Castañer" en la Sala de la Llotja.
- 2005 Exposició Antològica patrocinada per l'Exma. Diputació Provincial d'Alacant en el MUBAG. (Exposició itinerant Alacant – Ibi – Alcoi)
- 2006 Presentació en la CAM de les 28 obres que conformen el "Llibret de les Filaes" compost per 28 guaixes que representen els diversos vestits de "les filaes".